# Великая Пожарня (Зеньковский район)

Великая Пожарня (укр. Велика Пожарня) — село,
Першотравневый сельский совет,
Зеньковский район,
Полтавская область,
Украина.
Код КОАТУУ — 5321384002. Население по переписи 2001 года составляло 136 человек.

## Географическое положение
Село Великая Пожарня находится в 2-х км от правого берега реки Грунь.
Примыкает к селу Дубовка, в 0,5 км расположены сёла Килочки и Хмаровка, в 6-и км — город Зеньков.

## История
- После 1945 года присоеденены Посады[2] (Посяды).[3]
- Есть на карте 1869 года как Пожарни[4]